# FamilySearch
FamilySearch è un sito web dedicato alle ricerche genealogiche. Permette agli iscritti di contribuire, effettuare ricerche, e ha lo scopo di realizzare un unico grande albero genealogico dell'intera umanità.
È gestito dalla Chiesa di Gesù Cristo dei santi degli ultimi giorni.

## Storia
All'inizio del 1998, la GSU (Genealogy Society of Utah), cominciò a creare immagini digitali di registri e nel mese di agosto i leader della comunità presero la decisione di costruire un sito internet. A maggio 1999, il portale fu aperto al pubblico con il nome di FamilySearch.